# Charles-Valentin Alkan
Charles-Valentin Alkan (30 tháng 11 năm 1813 - 29 tháng 3 năm 1888) là một nhà soạn nhạc và nhạc công piano người Pháp gốc Do Thái. Ông sinh ra tại Paris, Pháp. Khi qua đời, ông được an táng tại nghĩa trang Montmartre.
Tại thời điểm nổi tiếng nhất của ông vào thập niên 1830 và 1840, ông cùng những người bạn và đồng nghiệp của mình Frédéric Chopin và Franz Liszt là trong số các nhạc công piano virtuoso hàng đầu ở Paái.
Ông thường xuyên biểu diễn cùng Chopin. Thành phẩm được cho là ấn tượng nhất của Alkan là bộ etude viết ở giọng Thứ (opus số 39) bao gồm 12 khúc nhạc.
Tại Conservatoire de Paris, nơi Alkan nhập học lúc lên 6, ông đã nhận được nhiều giải thưởng.

## Tiểu sử[3]

### Xuất thân và thời thơ ấu
Charles-Valentin Alkan có tên thật là Charles-Valentin Morhange sinh ra trong một gia đình Do Thái sống ở Paris. (Sau này ông quyết định dùng tên của cha mình làm họ của bản thân). Nhà soạn nhạc là con thứ hai trong gia đình có sáu người con. Tất cả những người con trong gia đình này đều được thừa hưởng tài năng âm nhạc từ người cha của mình vốn là một người điều hành một trường nhạc tư nhân ở Le Marais.
Khi còn rất nhỏ, con thứ hai nhà Morhange đã tỏ ra là một thần đồng âm nhạc hiếm có. Mới 6 tuổi, cậu đã được nhận vào Nhạc viện Paris. Tại đây, cậu được học piano và organ, những nhạc cụ gắn bó với cậu cho đến cuối đời. Thêm một tuổi nữa, cậu bé đã ra mắt trước công chúng. Điều đáng nói là nhạc cụ cậu biểu diễn không phải là piano là sở trường mà là violin. Khi 13 tuổi, Alkan đã hoàn thành khóa học hòa thanh tại nhạc viện. Khi chưa đầy 15 tuổi, năm 1828, cậu đã có sáng tác đầu tay.
Cậu bé này là học trò cưng của thầy Pierre-Joseph-Guillaume Zimmermann. Điều này được thể hiện ở chỗ ông quý trọng Alkan hơn bất kỳ người học trò nào khác. Chính ông là người giới thiệu Alkan với tầng lớp thượng lưu và giới nghệ sĩ ở Paris. Và cũng chính ông là người chọn Alkan làm người phụ tá của mình. 

### Thời thanh niên
Với tài năng của mình, sự nghiệp của Alkan lên như diều gặp gió. Tới thập niên 1830, Alkan trở thành một trong những nghệ sĩ piano điêu luyện bậc nhất ở thành Paris. Phải nói thêm rằng thành Paris khi đó đã trở nên rất "chật chội" khi có nhiều tài năng piano xuất hiện như Frédéric Chopin, Franz Liszt, Ferdinand Hiller,... Trong đó, Chopin là con người đáng chú ý, bởi con người này vốn rất kiệm lời khi tán dương một ai đó. Vậy mà không chỉ gia nhập vào hàng ngũ trên, Alkan khiến cho Chopin cảm thấy rất ấn tượng về mình. Alkan và Chopin đã trở thành đôi bạn thân và chỉ một ít lâu sau đó, Alkan đã sống bên cạnh nhà của Chopin. Hai người thường dạy thay lớp học của nhau, điều này rất có ý nghĩa với Alan bởi học trò của Chopin là những người giàu có.
Năm 1848, Alkan đã đạt đến đỉnh cao của sự nghiệp. Ông thường được biểu diễn cùng Chopin và mọi người ca ngợi ông, cho rằng ông sánh ngang với các "quỷ piano" thời đấy như Liszt, Sigismond Thalberg, Friedrich Kalkbrenner. Liszt đã không khỏi kinh ngạc khi cho rằng Alkan là người có kỹ thuật tinh tế nhất mà ông đã từng gặp.
Thật không may, sự đánh giá của các đồng nghiệp lại tỷ lệ nghịch với lòng mến mộ của công chúng. 
- Thứ nhất, vì ít rời khỏi Pháp (ông chỉ rời khỏi đất nước này hai lần, một là sang Anh công diễn, một là vì chuyện nhà), nên danh tiếng của Alkan lại không được như Chopin và Liszt.
- Thứ hai, vì là người Pháp, Alkan không tạo ra sự hiếu kỳ như những người ngoại quốc (Chopin là người Ba Lan, còn Liszt là người Hungary (có thể cho là vậy)), thói quen thường thấy ở công chúng Paris.
- Thứ ba, vì là người có gốc Do Thái, Alkan đã phải hứng chịu tình cảm không được nồng nhiệt của công chúng bởi chủ nghĩa bài Do Thái đang phổ biến bấy giờ.

Dù là một nghệ sĩ piano tài ba, Alkan cũng chú trọng đến việc giảng dạy âm nhạc nghiêm túc. Và công việc giảng dạy đã đến với ông khi vào năm 1848, ông có cơ hội nhận chức trưởng khoa piano. Tuy nhiên, vì bản tính nhút nhát, cộng thêm việc là người Do Thái, Alkan đã đành nhường vị trí đó cho một người học trò. Người đó là Antoine François Marmontel, một người xướng âm và chẳng biết chơi piano cho ra hồn. Chính sự bất công này đã khắc sâu vào vết thương tinh thần cho Alkan. Đó là lý do vì sao ông bỏ sự nghiệp biểu diễn và xa lánh khán giả tới tận 25 năm.
Có nhiều lý do để Alkan thực hiện hành động như thế. Vốn ngưỡng mộ tài năng của người bạn Chopin, lại thêm tâm hồn quá nhạy cảm, nên khi người đàn ông yểu mệnh này qua đời vào năm 1849, Alkan cũng bị tác động. Alkan đã thu nhận các học trò của người bạn quá cố của mình. Ngoài ra, có một số ý kiến cho rằng, không hẳn Alkan chán ngấy xã hội thực tại nên mới đưa ra quyết định như vậy mà là bởi ông muốn chuyên tâm sáng tác. Bằng chứng là thỉnh thoảng ông vẫn cho xuất bản các tác phẩm âm nhạc của mình.

### Khi về già

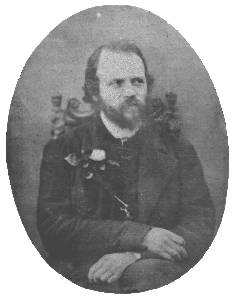

Mặc dù chuyên tâm vào sáng tác và giảng dạy, (ấy là chưa kể ông cũng quan tâm đến tôn giáo), Alkan cũng có đôi lần trở lại biểu diễn. Tử 60 tuổi trở đi, ông đã tổ chức khá thường xuyên các buổi hòa nhạc ở Paris. Các tác phẩm được ông biểu diễn là những người như François Couperin, Jean-Philippe Rameau, Johann Sebastian Bach, Felix Mendelssohn, Chopin, Robert Schumann, Camille Saint-Saëns,... Thời đó thì Alkan, một nghệ sĩ piano, được biết đến nhiều hơn Alkan, một nhà soạn nhạc.
Những năm cuối đời, Alkan sống cuộc đời cô độc và buồn thảm. Ông không kết hôn và sống một mình làm ông tuyệt vọng hơn. Tâm trạng thất thường đến nỗi đôi khi âm nhạc cũng không thể cứu được ông. Trong bức thư viết vào năm 1861 gửi cho người bạn Hiller, Alkan không giấu nổi nỗi thất vọngː
| “ | Càng ngày tôi càng cảm thấy căm ghét xã hội, căm ghét phụ nữ... Tôi chẳng cảm thấy cuộc sống có gì đáng quý hay có điều gì đáng để tôi đổ hết tâm huyết vào. Tình trạng này kéo dài khiến tôi cảm thấy buồn chán và thảm hại. Thậm chí đến cả việc viết nhạc cũng không còn sức hấp dẫn với tôi vì tôi không còn thấy được mục đích của nó nữa | ” |

### Qua đời

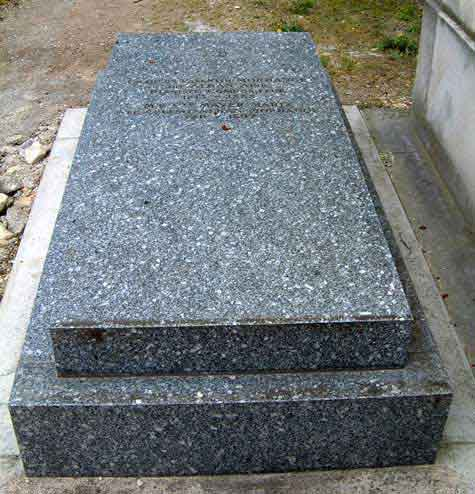
Mộ của Alkan

Cái chết đến với Alkan theo cái cách không ngờ đến. Vào một ngày nọ, ông với tay để lấy một cuốn sách trên cao. Bất ngờ giá sách đổ xuống người. Người ta cho rằng ông chết vì điều đó. Nhưng nếu bạn nghĩ ông chết ngay khi đó thì bạn đã sai. Sự thật là vì sống một mình nên ông không có người trợ giúp ngay lúc ấy, lại do sức khỏe yếu nên ông không kêu cứu được. Chính vì thế, mãi 24 giờ sau, ông mới được một người phát hiện và đưa đi bệnh viện. Nhưng không kịp nữa rồi. Ông qua đời vào năm 1888 khi đã 74 tuổi. Điều đáng nói là Alkan được chôn cất tại Nghĩa trang Montmartre đúng vào ngày 1 tháng 4 năm đó chính là chủ nhật của Lễ Phục sinh.

## Tính cách[3]
Vì là người kín đáo, Alkan bị đồn đoán là người lập dị và khó ưa. Tuy nhiên, trên thực tế, ông là người hài hước, thông minh, những người bạn của ông kể lại. Cũng như nhiều nghệ sĩ, ông có nhiều mâu thuẫn nội tâmː cởi mở nhưng hay thất vọng trong tình bạn, có tài những ghét trình diễn. Quá nhút nhát, Alkan dễ bị tổn thương bởi dư luận. Không như Liszt, khi bị đồn thổi, Alkan chỉ có một giải pháp là trốn tránh. Chính điều này đã hủy hoại sự nghiệp và cuộc đời của ông. 

## Phong cách âm nhạc[3]

### Sáng tác
Hầu hết các tác phẩm của Alkan thể hiện cảm xúc tiêu cực. Chúng mang màu sắc buồn thảm, kiểu như của một người trầm cảm hét lên một tiếng nào đó. Âm nhạc của ông có ma lực không kém gì Carl Maria von Weber và Liszt. Các tác phẩm của ông dường như khơi gợi những ước mơ thầm kín, những nỗi niềm phẫn uất, những ám ảnh đến cực độ. Tâm trạng thất thường của ông được khắc họa bởi những nốt nhạc mãnh liệt. Chúng như là những đoạn nhật ký có giai điệu kể về cuộc đời về tác giả của chúng. Tuy nhiên, Alkan không hẳn là một con người buồn thẳm thế. Ông cũng là một con người hài hước, hay lồng vào tác phẩm của mình những ẩn dụ thâm thúy.
Đã có tin đồn rằng các tác phẩm dành cho piano của Alkan là "khó đến mức không thể chơi nổi". Đây là trở ngại lớn cho sự phổ biến của chúng vì phần đông các nghệ sĩ không muốn chọn những tác phẩm như vậy. Tuy nhiên, không hẳn là chúng cao siêu đến mức là hầu như không thể, các nghệ sĩ piano hàng đầu có thể biểu diễn được. Kỹ thuật trong những tác phẩm đó không nhiều như Chopin hay của Sergei Rachmaninov, một người trình độ vừa có thể chơi vài tác phẩm của nhà soạn nhạc gốc Do Thái này. Tuy nhiên, nói đi cũng phải nói lại, kỹ thuật trong một số tác phẩm của Alkan đúng là siêu đẳng. Bởi thế mới có chuyện nhiều nhà xuất bản e ngại việc xuất bản các tác phẩm của ông, bởi như thế thì mấy biểu diễn.
Những khoảng lặng xuất hiện bất ngờ và cách sử dụng hợp âm đột phá là những đặc điểm nổi bật nhất ở âm nhạc của Alkan. Điều bí ẩn nhất đối với các nhà nghiên cứu là một con người khép mình như Alkan lại có thể mở ra xu hướng âm nhạc trong tương lai. Bằng chứng rõ ràng nhất là chủ nghĩa ấn tượng trong âm nhạc. Dấu ấn của Alkan được thể hiện rõ ở Claude Debussy và Maurice Ravel. Tuy âm nhạc của Alkan vẫn phảng phất đâu đó chất cổ điển, nhưng điều đó không đồng nghĩa với việc ông không vượt trước thời đại về nhạc điệu và cấu trúc. Vì vậy, không ít người ngỡ ngàng khi tiếp xúc với các tác phẩm của ông và biết được rằng nếu ông sống cùng thời với Chopin và Liszt thì tính hiện đại trong các tác phẩm của ông không thua kém gì những Bela Bartók, Henry Cowell, Gustav Mahler hay Olivier Messiaen. Rất đáng tiếc là công chúng thế kỷ 19 không đánh giá đúng giá trị của chúng.
Tính chất tôn giáo cũng là một điểm nổi bật trong âm nhạc của Alkan. Ông đã từng có tham vọng đó là đem cả cuốn Kinh Thánh vào âm nhạc của mình. Tuy nhiên, ông mới chỉ dịch cuốn đó từ tiếng Hebrew sang tiếng Pháp. Ông có nhiều tác phẩm tôn giáo viết cho pedal piano, một nhạc cụ lai giữa hình dáng của piano và bộ pedal của organ (đây là nhạc cụ sở trường của Alkan). 

### Biểu diễn
Đương thời, người ta nhớ đến Alkan là một nghệ sĩ piano hơn là một nhà soạn nhạc. Vincent d'Indy đã phải thốt lên sau khi Alkan chơi sonata cho piano số 31 của Ludwig van Beethovenː
| “ | Tôi không biết phải miêu tả điều gì đã xảy ra với những bản nhạc vốn đậm chất thơ kiểu Beethoven này nữa, giai điệu các khúc Arioso và Fugue bỗng như tỏa ra một luồng ánh sáng chói lòa mặc dầu vẫn toát lên vẻ đau thương của cái chết. Nhờ đó mà trong tôi dấy lên một niềm xúc cảm mãnh liệt chưa từng có. Thậm chí tôi còn xúc động hơn cả khi nghe Liszt biểu diễn. | ” |

Còn một học trò của Liszt, người xem Alkan biểu diễn nhiều lần cho tới Alkan qua đời, đã kể rằng tiếng đàn của Alkan vẫn giữ được sức trẻ và sự thu hút bất chấp tuổi tác.

### About Alkan
- Alkan Society, including complete and regularly updated discography
- Alkan web site of Sylvain Chosson, contains detailed listing of Alkan's works, with some downloadable scores
- "The Myths of Alkan" by Jack Gibbons
- Unriddling Alkan Lưu trữ ngày 21 tháng 12 năm 2005 tại Wayback Machine by David Conway
- Alkan-Zimmerman International Music Association
- Pictures of Alkan

### Scores and sheet-music
- Free Alkan scores and manuscripts – site of Sylvain Chosson
- Kunst der Fuge: many of Alkan's piano works in MIDI performances
- Alkan Piano Trio-Discussion of work and soundbites
- www.kreusch-sheet-music.net – Free Scores by Alkan
- Bản nhạc miễn phí bởi Alkan tại Dự án Thư viện Bản nhạc Quốc tế (IMSLP)

### Performances on the Web
- Trois Andantes Romantiques, Op. 13, No 2 trên YouTube, played by Lloyd Buck
- Scherzo Focoso, Op. 34 trên YouTube, played by Lloyd Buck
- "Allegro Barbaro", Op. 35, No. 5 trên YouTube, played by Jack Gibbons
- Menuet, Symphonie, Op. 39, No. 6 trên YouTube, played by Jonathan Powell
- Last movement, Symphonie, Op. 39, No. 7 trên YouTube, played by Jonathan Powell
- First movement, Concerto, Op. 39, No. 8 trên YouTube, played by Jack Gibbons
- Le Festin d'Ésope, Op. 39, no. 12 trên YouTube, played by Edward Cohen
- Four Esquisses from Op. 63 trên YouTube, played by Edward Cohen
- "Trois anciennes mélodies de la synagogue" and "Sicut cerva" trên YouTube - Klára Kolonits (soprano) and Daniel Dinyes (piano)